# 李銳 (足球運動員)
李銳（1994年5月2日—），男，广东省惠州市人，中國足球運動員，司職前鋒，現時效力中乙联赛球會陕西联合。

## 生平
早年被父亲送往广西中国人民解放军八一少年足球学校训练，之后转入中国足球学校湛江分校、深圳盐田外国语学校足球队。后申请留学葡萄牙，任职于葡萄牙埃尔维斯足球俱乐部。2016年，加盟布拉加足球俱乐部。